# Kroatiska ishockeyförbundet
Kroatiska ishockeyförbundet (kroatiska: Hrvatski savez hokeja na ledu) bildades den 9 november 1935 och kontrollerar den organiserade ishockeyn i Kroatien. Kroatien inträdde den 6 maj 1992 i IIHF.
Förbundet har sitt huvudkontor i Zagreb, på adressen Trg Krešimira Ćosića 11.

### Fotnoter
1. ↑  ”Croatia”. International Ice Hockey Federation. http://www.iihf.com/iihf-home/countries/croatia.html. Läst 9 april 2012.